# تلما اسب شاخدار
تلما اسب شاخدار (به انگلیسی: Thelma the Unicorn) یک انیمیشن آمریکایی محصول سال ۲۰۲۴ است موزیکال ماجراجویی فیلم کمدی نوشته شده توسط جارد و جروشا هس و به کارگردانی جرد هس و لین وانگ می‌باشد. این فیلم بر اساس مجموعه کتاب‌های کودکان به همین نام نوشته آرون بلبی می‌باشد و آرون بلبی صداپیشگان بریتانی هاوارد، ویل فورته، جماین کلمنت، ادی پترسون فرد آرمیسن زک گالیفیاناکیس جان هدر و شاندرلا آوری را برعهده دارد. این فیلم اولین حضور هاوارد در نقش بازیگری است.
«تلما اسب شاخدار» در ۱۷ مه ۲۰۲۴ در نتفلیکس منتشر شد، و نقدهای مثبتی از منتقدان دریافت کرد.

## طرح
تلما یک تسویه حساب کوچک مزرعه ای است که رؤیای تبدیل شدن به یک نوازنده مشهور را در کنار همتایان گروهش اوتیس الاغ و رجی لاما دارد که گروهی به نام سطل‌های زنگ زده را تشکیل می‌دهند. یک راننده کامیون دست و پا چلفتی پس از تحقیر خود در یک تستی که می‌توانست جایگاهی را در مراسم ویترین خوانندگی تضمین کند، در حالی که هویجی را روی پیشانی‌اش پوشیده بود، به‌طور تصادفی تلما را در حالی که هویجی بر پیشانی‌اش پوشیده بود، با رنگ صورتی و زرق و برق خیس می‌کند و به او ظاهری مانند یک اسب شاخدار می‌دهد. ظاهر او جمعیت کمی را به مزرعه خود جذب می‌کند و از این فرصت استفاده می‌کند و در مقابل آنها آواز می‌خواند. علی‌رغم مخالفت‌های اوتیس مبنی بر دروغ گفتن به مردم به نفع نمایش خود واقعی‌شان، تلما تصمیم می‌گیرد به نماش پایبند بماند.
یک فروشنده بازنشسته رکورد به نام پگی پورویس، پس از تماشای سطل‌های زنگ زده در تلویزیون، تصمیم می‌گیرد آنها را به جذابیت بازگشت جدید خود تبدیل کند. به زودی، تلما توجه مدیری به نام ویک دایموند را به خود جلب می‌کند که برای خواننده متکبر، نیکی ناروال کار می‌کند. ویک با پگی تماس می‌گیرد و پس از چند چرخش بازو، او را متقاعد می‌کند تا تلما را به یک جاذبه افتتاحیه در کنسرت جدید نیکی تبدیل کند. پگی با اکراه موافقت می‌کند و زمانی که آنها برای قرار ملاقات با ویک می‌روند، دومی با استفاده از موشک، لیمویی را که پگی، همسرش جرالد، اوتیس و رجی را حمل می‌کرد، در حالی که او و تلما به عمارت نیکی می‌روند، نابود می‌کند.
در شوی نیکی، زمانی که دوستانش موفق نمی‌شوند، تلما مجبور می‌شود به تنهایی آواز بخواند، جایی که او با تشویق شدید جمعیت مواجه می‌شود. ویک او را مجبور می‌کند قراردادی امضا کند تا او را مدیر خود کند، که همچنین به او اجازه می‌دهد نیکی را ترک کند. نیکی که به خاطر سرگردان شدن خشمگین است، سعی می‌کند به تلما حمله کند، اما توسط تماشاگران هو می‌شود و باعث کاهش شهرت او می‌شود. تلما در بیرون از خانه در حالی که در میان جمعیتی از طرفداران راه می‌رفت، با اوتیس ملاقات می‌کند و آن دو در مورد حضور نداشتن او و بقیه دوستانش در نمایشگاه با هم بحث می‌کنند که در نتیجه آن دو با هم اختلاف پیدا کردند. تلما به زودی راز خود را برای ویک فاش می‌کند، اما ویک اهمیتی نمی‌دهد و بیان می‌کند که گذاشتن نما تنها راه موفقیت در این صنعت است. ویک تلما را متقاعد می‌کند که وانمود کند با ستاره اینترنتی دنی استالیون قرار می‌گیرد تا شهرت خود را افزایش دهد. در همین حال، نیکی به دستیارش، مگان، دستور می‌دهد تا کمی خاک روی تلما بیابد تا تصویر او را خراب کند.
در نهایت، ویک موفق می‌شود برای تلما یک مکان در اسپارکل پالوزا رزرو کند. با این حال، در طی مراسم اهدای جوایزی که تلما در آن حضور دارد، مگان، پس از اینکه متوجه شد «شاخ» او شل می‌شود، در حمام با تلما روبرو می‌شود، لباس مبدل اسب شاخدار او را می‌شوید و تهدید می‌کند که فریب خود را فاش می‌کند مگر اینکه برای همیشه از تجارت موسیقی دست بکشد. تلما با اکراه موافقت می‌کند و می‌رود و در نتیجه او را مفقود اعلام می‌کند. دو هفته بعد، تلما با راننده ای که مبدل اسب شاخدار او را تحریک کرده بود سوار می‌شود و فاش می‌کند که رازی را از دوست دخترش پنهان کرده است، زیرا احساس می‌کند که او را آنطور که هست نمی‌پذیرد. تلما با الهام از راننده می‌گوید که او را در یک پمپ بنزین پیاده کند، جایی که او دوباره با دوستانش جمع می‌شود.
تلما و دوستانش که می‌خواهند همه چیز را درست کنند، درست در زمانی که نیکی می‌خواهد ادامه دهد، به اسپارکل پالوزا می‌روند. پس از طفره رفتن از نیکی و مگان، تلما شخصیت تک شاخ خود را می‌پوشد و با پاک کردن لباس مبدل خود، خود واقعی خود را آشکار می‌کند. اگرچه در ابتدا خشمگین بودند، اما جمعیت به زودی وقتی تلما و دوستانش آهنگی را دربارهٔ در آغوش گرفتن خود واقعی می‌نوازند، می‌پذیرند که او چگونه است. نیکی اصلاح‌شده که تحت تأثیر عملکرد او قرار گرفته، مگان و ویک را به عنوان مشتریان خود رد می‌کند.
مدتی بعد، تلما و دوستانش هنوز در تجارت موسیقی هستند، اکنون تحت یک قرارداد ضبط شده توسط پگی. ناگهان راننده از راه می‌رسد و به‌طور تصادفی اوتیس را با رنگ سفید و پرهایش آغشته می‌کند و ظاهری شبیه یک پگاسوس به او می‌دهد.

## صداپردازی
- بریتانی هاوارد در نقش تلما، یک پونی با اندازه کوچک که شبیه یک اسب شاخدار نقاشی شده است.
- ویل فورته در نقش اوتیس، یک الاغ و بهترین دوست تلما
- جماین کلمنت در نقش ویک دایموند، یک نماینده استعداد
- ادی پترسون در نقش مگان، یک عامل استعدادیابی رقیب
- فرد آرمیسن در نقش دنی استالیون، یک اسب
- زک گالیفیاناکیس در نقش کامیون دار کراستی
- جان هدر در نقش رگی، یک لاما
- شاندرلا آوری در نقش زیرکنیا[۳]
- الی دیکسون در نقش نیکی ناروال، ناروال نوازنده معروف اما شرور
- مالیکا میچل در نقش پگی پورویس، فروشنده رکورد سالمندان نابینا
- جارد هس در نقش جرالد

## رهایی
تلما اسب شاخدار در ۱۷ می ۲۰۲۴ در نتفلیکس منتشر شد.

### پاسخ انتقادی
در وبگاه جمع‌آوری نقد راتن تومیتوز، ٪۷۰ از ۱۰ بررسی منتقدان مثبت است و میانگینِ امتیاز آن ۵٫۹/۱۰ است.